# László Török
László Török (* 13. Mai 1941 in Budapest; † 17. September 2020) war ein ungarischer Archäologe.
Török studierte von 1959 bis 1964 Architektur an der Technischen Universität Budapest und erhielt 1964 sein Diplom. 1968 promovierte er im Fachbereich Architekturgeschichte. Sein postgraduales Studium in Koptologie absolvierte er von 1971 bis 1972 an der Philosophischen Fakultät der Eötvös-Loránd-Universität. Von 1981 bis 1994 leitete er die Abteilung Römische Archäologie am Archäologischen Institut der Ungarischen Akademie der Wissenschaften in seiner Heimatstadt. Daneben war er seit 1991 Honorarprofessor der Ägyptologie an der ELTE und wurde 1992 zum Doktor der Ungarischen Akademie der Wissenschaften ernannt.
László Török ist vor allem durch seine zahlreichen Publikationen zu Nubien im Altertum bekannt. Seit 1995 war er ausländisches Mitglied der Norwegischen Akademie der Wissenschaften. Er besaß seit 2000 die Ehrendoktorwürde der Universität Bergen in Norwegen, war seit 2003 im Beirat der Ungarischen Akademie der Wissenschaften und seit 2004 korrespondierendes, seit 2010 ordentliches Mitglied der Ungarischen Akademie der Wissenschaften.

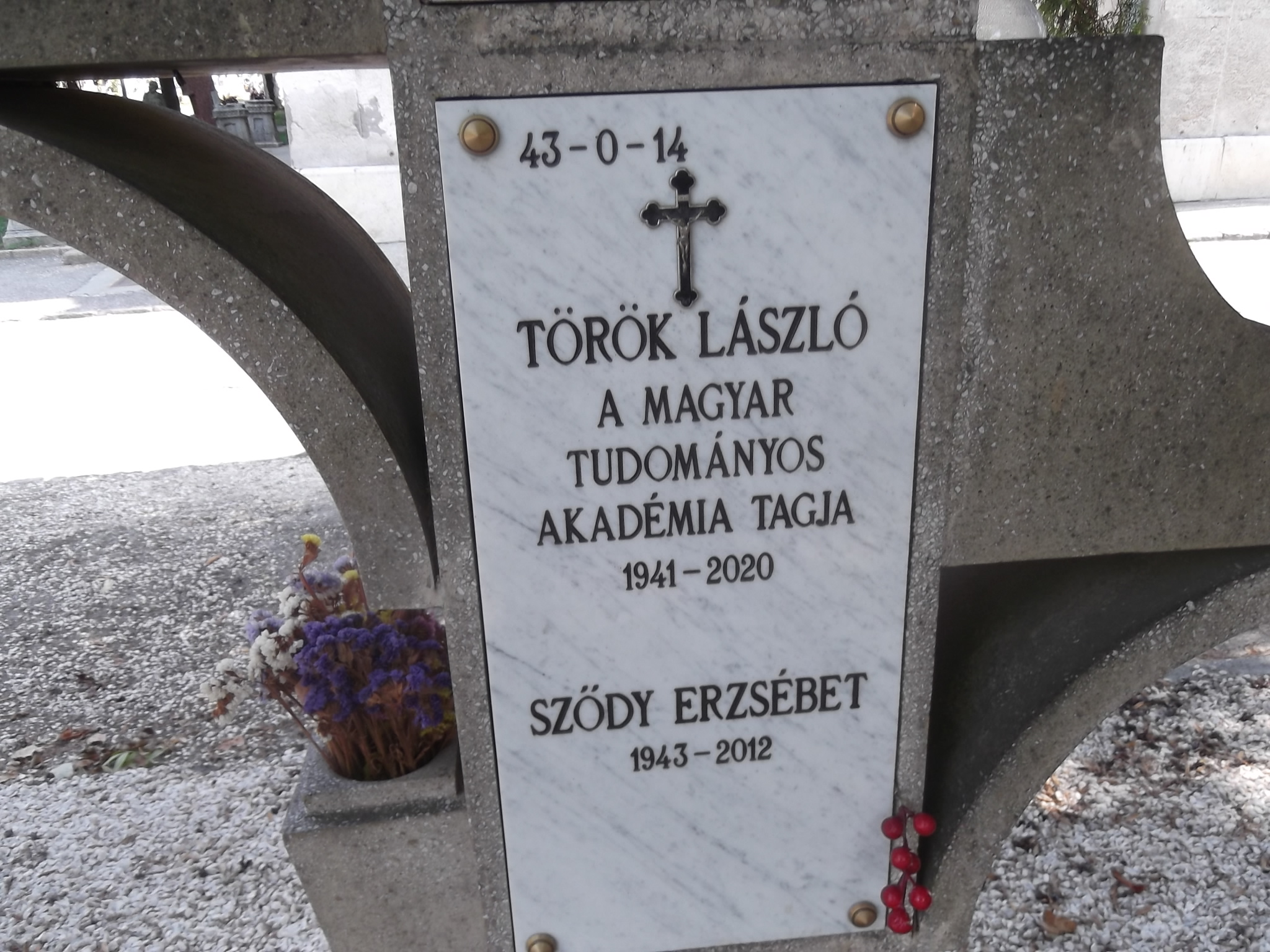
Grab von László Török auf dem Friedhof Farkasrétin der ungarischen Hauptstadt Budapest

László Török verstarb  im September 2020 im Alter von 79 Jahren und wurde in seiner Geburtsstadt Budapest auf dem  Farkasréti temető (deutsch: Friedhof Farkasrét) beigesetzt.

## Preise und Auszeichnungen
- 1983 Károly-Marót-Preis[3]
- 2000 Ehrendoktorwürde der Universität Bergen[4]
- 2006 Rómer-Flóris-Gedenkmedaille[5]
- 2007 Arnold-Ipolyi-Preis[5]
- 2015 Széchenyi-Preis[5]
- 2017 Jenő-Ábel-Gedenkmedaille[3]

## Publikationen (Auswahl)
- A szegedi eklektika. Szeged 1966.
- Meroé és Nubia a 2.-7. században. Budapest 1977.
- Economic Offices and Officials in Meroitic Nubia. Budapest 1979.
- Der meroitische Staat Berlin 1986.
- The Royal Crowns of Kush. A Study in Middle Nile Valley Regalia and Iconography in the 1st Millennia BC and AD. Oxford 1987.
- Late Antique Nubia. Budapest 1988.
- Coptic Antiquities I–II. Rom 1993.
- (Mitherausgeber): Fontes Historiae Nubiorum. Textual Sources for the History of the Middle Nile Region between the eighth Century BC and the sixth Century AD. Band 1–4, Bergen 1994–2000.
- Meroe. Six Studies on the Cultural Identity of An Ancient African State. Budapest 1995.
- The Birth of an Ancient African Kingdom. Lille 1995.
- Egyptian Terracottas of the Hellenistic and Roman Periods. Rom 1995.
- The Kingdom of Kush. Handbook of the Napatan-Meroitic Civilization. Leiden / New York / Köln 1997.
- A vadászó kentaur. Budapest  1998
- The Image of the Ordered World in Ancient Nubian Art. Leiden / Boston / Köln 2002.
- Transfigurations of Hellenism. Aspects of Late Antique Art in Egypt AD 250-700. Leiden / Boston 2005.
- Between Two Worlds. The Frontier Region between Ancient Nubia and Egypt 3700 BC - AD 500. Leiden / Boston 2009.
- Hellenizing Art in Ancient Nubia 300 BC - AD 250 and its Egyptian Models. A Study in "Acculturation." Leiden / Boston 2011.
- Herodotus in Nubia. Leiden/Boston 2014.